# Taurus PT92
A Taurus PT92 é uma arma de ação dupla e simples em 9mm, com carregador bifilar, semiautomática fabricada pela Taurus na antiga fábrica da Beretta em São Paulo, Brasil.

## História e criação
Em 1974, um grande contrato com a Beretta 92 foi emitido pelo exército Brasileiro, para a Beretta montar uma fábrica em São Paulo. Esta fábrica foi mais tarde vendida para a Taurus (Forjas Taurus S/A) em 1980, depois que o contrato havia expirado. Pouco depois, a Taurus começou a usar as máquinas originais da Beretta para fazer as sua própria pistolas, que eram uma cópia do projeto original da Beretta 92, que não estava sendo produzido naquele ponto. Isso foi feito sem a necessidade de uma licença e eles também não têm que pagar royalties, porque as patentes já haviam expirado.

## Design
Como a Beretta, a Taurus PT92 utiliza a design do ferrolho aberto, onde a parte superior do ferrolho é cortada para expor o cano. A original PT92 foi exatamente como a original Beretta 92, entretanto foi alterado guarda mato para um formato quadrado para acomodar o dedo indicador da mão oposta durante o disparo, um recurso que posteriormente foi introduzida na Beretta 92 com o modelo 92SB-F (92F) em 1985. A Taurus PT92 é mais barata que a Beretta 92 na maioria dos casos.
A Taurus PT92 passou por muitas revisões no projeto, uma vez que foi originalmente produzida no começo da década de 1980. Originalmente, modelos iniciais da PT92 (feita entre 1982 e 1983), foram quase uma cópia exata da Beretta 92 original, sem a trava de segurança ambidestra, guarda mato circular, retem do carregador acima do punho e cabo de plástico brilhante. No entanto, este projeto foi rapidamente substituído pela localização atual do retem. No entanto, os carregadores da Taurus PT92 muitas vezes têm os dois encaixes. As PT92 e PT99 inicias não apresentavam a terceira posição com função de decocker, que agora é padrão, esse recurso foi adicionado para a segunda geração de modelos no início da década de 1990, que incluiu também a mira de três pontos encontrada na Beretta 92F. Uma terceira geração no final da década de 90 mudou a aderência e design do ferrolho (que passou a ter um serrilhado maior que as PT92 fabricadas antes de 1997).
Mais recentemente (a partir de 2005), a Taurus começou a fabricar o PT92 com um guarda mato mais grosso e trilho de acessórios embutidos sobre a carcaça, uma característica encontrada na mais recente Beretta M9A1, um modelo militar de atualização da Beretta 92 a partir do qual a PT92 é derivada. Enquanto carregadores de 15munições eram o padrão para a PT92 por muitos anos, a Taurus agora fabrica carregadores de 17 munições para a arma, a fim de dar poder de fogo comparável a Glock 17, também é possível encontrar no mercado carregadores de até 30 muniçẽs. Apesar das várias mudanças de design, a Taurus PT92 ainda mantém muitos dos elementos do design original da Beretta 92, tais como a forma do gatilho e a localização da trava de segurança. Outras versões da PT92 incluem o PT99, que tem uma alça de mira ajustável a visão e a massa de mira mais alta, a versão compacta PT92C, e a PT100 e PT101, que usam .40 S&W e são modificações da PT92 e PT99, respectivamente.

## Variantes

### 7.65 mm (.32 auto)
- PT57

### .380 ACP
- PT58, Pt59

### 9mm Parabellum
- PT92, acabamento azulado, cabo de madeira ou plástico preto, mira de três pontos fixa, carregadores de 10, 15 ou 17 munições.
- PT92AF, armação de liga leve, cano de 4,75 polegadas, cabo de madeira ou de plástico preto, mira de três pontos fixa, carregadores de 10, 15 ou 17 munições.(A= trava de segurança ambidestra; F= pino de bloqueio de disparo)
- PT92AFS, armação de liga leve, ferrolho de aço inoxidável polido, decocker, trilho para montar acessórios, cano de 4,75 polegadas, cabo de madeira, mira de três pontos fixa. carregador de 17munições.(A= trava de segurança ambidestra; F= pino de bloqueio de disparo; S= versão inoxidável)
- PT92SS, acabamento em aço inoxidável, cabo de borracha preta com marcas xadrez, mira de três pontos fixa, carregadores de 10, 15 ou 17 munições.
- PT92C, modelo compacto de 4 polegadas, cabo de madeira ou de plástico preto, mira de três pontos fixa, carregadores de 12 munições.
- PT99, acabamento azulado ou níquel acetinado, cabo de madeira ou de plástico preto, mira de três pontos ajustavel, carregador compatível com a PT92.
- PT99AF, acabamento azulado ou níquel acetinado, cabo de madeira ou de plástico preto, armação de liga leve, cano de 4,75 polegadas, alça de mira ajustável, carregador compatível com a PT92.
- PT917C, versão compacta com cano de 4 polegadas, acabamento azulado, armação de alumínio, mira de três pontos fixa, carregadores de 17 ou 19 munições. O carregador de 19 estende o cabo em 1 polegada. Ela é compatível com o carregador da PT92. Vendida com ambos, um carregador de 17 e 19 munições de fábrica.
- PT917CS, versão compacta com cano de 4 polegadas, acabamento em aço inoxidável, armação de liga leve, mira de três pontos fixa, carregadores de 17 ou 19 munições. O carregador de 19 estende o cabo em 1 polegada. Ela é compatível com o carregador da PT92. Vendida com ambos, um carregador de 17 e 19 munições de fábrica.

### .40 Smith & Wesson
- PT100, .40 S&W versão com miras fixas de 3 pontos. Carregadores de fábrica disponíveis de 10 ou 11 munições
- PT101, .40 S&W versão, com uma mira traseira ajustável, compatível com carregadores do PT100.

## Os utilizadores
- :  PT92, arma padrão do Exército Brasileiro, Polícia militar e Força Nacional de Segurança Pública. É designado como pistola M975 em tropas de serviço militar, a partir do ano de 2019 foi amplamente comercializada para o uso civil após a liberação do calibre 9mm, junto com vários outros superiores a 400joules por meio de decreto presidencial, pelo então presidente Jair Messias Bolsonaro.
- : Mishteret Y’Israel, Polícia Civil Israelense do Distrito de Jerusalém recebeu o Taurus PT92C[2]
- : PT92 e PT917, em alguns destacamentos pode ser usada uma arma padrão da "Policía de la Provincia de Buenos Aires" desde 2009.
- : Gradualmente retirado de serviço sendo substituído por Glock Models como o braço lateral padrão do Exército e da Polícia.
- : PT92AFD e PT92AFD-M, arma padrão do Exército Peruano , Forças Especiais.